# Astochia grisea
Astochia grisea är en tvåvingeart som först beskrevs av Christian Rudolph Wilhelm Wiedemann 1821.  Astochia grisea ingår i släktet Astochia och familjen rovflugor. Inga underarter finns listade i Catalogue of Life.